# 선자번
선자번(중국어: 沈家本, 1840년 8월 19일 ~ 1913년 6월 9일)은 중국 청나라 말기의 정치인이자 법학자이다. 저장성 호주부 귀안현(浙江省 湖州府 歸安縣, 지금의 저장성 후저우시 우싱구) 출신으로, 자는 자순(子淳)이고, 호는 기이(寄簃)이다.

## 가계
아버지 심병옥(沈丙莹)은 1845년(도광 25년) 진사에 급제하여 형부주사(刑部主事), 형부낭중(刑部郎中) 등을 지냈다.

## 생애
선은 1883년 진사에 급제하여 형부낭중(刑部郎中)을 지내고, 1893년 천진지부(天津知府), 1897년 보정지부(保定知府)를 거쳐, 1900년 직이안찰사(直隶按察使)로 있을 때, 의화단 운동이 일어나 열강 8국이 보정(保定)에 진입하자 그 책임을 물어 몇 개월간 옥에 갇혔다. 1901년 옥에서 풀려나오자, 형부우시랑(刑部右侍郎)이 되고, 1907년 헌정편사관(憲政編査館) 1등 자의관(一等 諮議官), 수정법률대신 겸 대리원 정경(修订法律大臣 兼 大理院 正卿), 법부우시랑(法部右侍郎), 1910년 자정원 부총재(资政院 副总裁) 등을 역임하였고, 1911년 법부좌시랑(法部左侍郎)으로 있을 때, 신해혁명이 일어나자 원세개(袁世凯)는 청나라의 내각총리대신이 되어 청나라의 모든 군권과 대권을 장악하고 신해혁명군을 진압하게 되는데, 선자번은 원세개 내각(袁世凯 內閣)의 사법대신(司法大臣)이 된다. 1912년 청조가 원세개와 손문의 밀약으로 멸망하고 공화정인 중화민국(中華民國)이 들어서게 되자, 선자번은 사법대신에서 물러난다.

## 저서
- 《심기이선생유서(沈寄簃先生遗書)》
- 《심벽루총서(沈碧楼叢書)》
- 《기이문존(寄簃文存)》
- 《제사쇄언(諸史瑣言)》

## 법전편찬
- 《대청현행형률(大淸現行刑律)》
- 《대청신형률(大清新刑律)》
- 《대청민률(大清民律)》
- 《대청상률초안(大清商律草案)》
- 《형사소송률초안(刑事訴訟律草案)》
- 《민사소송률초안(民事訴訟律草案)》

## 평가
선자번은 근대 중국의 법학자이며 청조 말련의 법제 개혁을 주도한 인물이다.
광서제 때 진사에 합격해 지부, 형부시랑, 법부시랑 등을 맡았다.
무술변법이 실패로 끝나고 1900년 8국 연합군의 침략을 받자 위기에 몰린 청나라 정부는 봉건 통치를 끝내기 위해 법률 수정을 해야 했다. 이때 법률 수정에 참여한 대신중에 한 사람이 선자번이다.
근대 중국 법학계에서 효시 인물인 선자번은 중국과 서양의 사상을 융합하고 청나라의 법률을 개정했다.
또한 중국의 근대사상 처음으로 형법과 상법을 제정했으나 개혁을 위한 그의 노력은 당시의 시대적 한계에 부딪쳐 대부분 이루어지지 못했다.

신해혁명 이후에 내각 법부대신을 지낸 바 있다.— 중국 베이징, "선자번 고택"

## 선자번 고택
선자번 고택(沈家本故居)은 1990년 베이징시 쉬안우구(宣武區, 지금의 시청구) 문화재 보호 단위로 공표되었다.